# Дикобразообразные

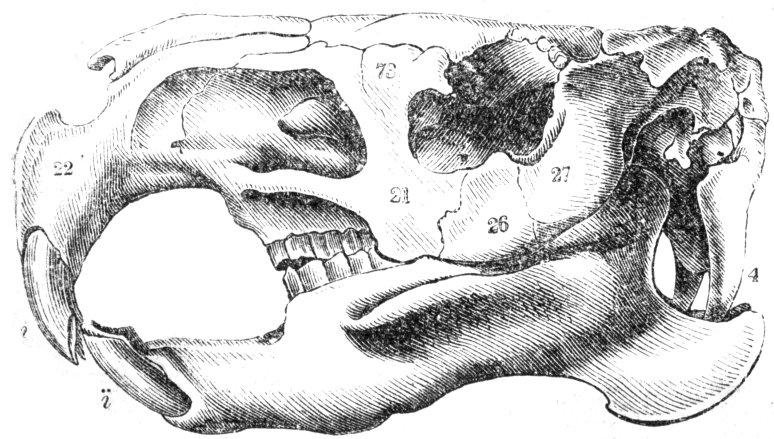
Череп капибары с увеличенным подглазничным каналом, присутствующим у большинства представителей Hystricomorpha: это состояние называется гистрикоморфией

Дикобразообразные (лат. Hystricomorpha) — подотряд грызунов. Латинское название происходит от греч. ὕστριξ, hystrix — «дикобраз» и μορφή, morphē — «форма». Подотряд имел множество определений на протяжении всей своей истории изучения. В самом широком смысле это относится к любому грызуну (кроме Dipodoidea) с гистрикоморфной системой жевательной мускулатуры. Сюда входят Hystricognathi, Ctenodactylidae, Anomaluridae и Pedetidae. Молекулярные и морфологические данные показывают, что включение Anomaluridae и Pedetidae в Hystricomorpha является сомнительным. Основываясь на данных Карльтона и Массера 2005 года, эти два семейства представляют отдельный подотряд Anomaluromorpha.

## Классификация
Современное определение подотряда Hystricomorpha, также известного как Entodacrya или Ctenohystrica, представляет собой таксономическую гипотезу, объединяющую гунди с хистрикогнатными грызунами. Эта взаимосвязь имеет значительную морфологическую и сильную молекулярную поддержку. Если это правда, эта гипотеза делает традиционный взгляд на Sciurognathi недействительным, поскольку они становятся парафилетической группой.
Грызуны-гистрикоморфы или, по крайней мере, представители Caviomorpha, иногда не считаются грызунами, то есть рассматриваются как отдельный от грызунов отряд. Однако большинство молекулярных и генетических исследований подтверждают монофилию грызунов. Поддержка полифилии грызунов, по-видимому, является результатом притяжения длинных ветвей.
Грызуны подотряда Hystricomorpha появились в Южной Америке в эоцене, на континенте, на котором раньше были метатерии, ксенартры и южноамериканские копытные единственными представителями наземных млекопитающих. Судя по всему, их предки смогли преодолеть тогда еще относительно узкий Атлантический океан в кронах принесенных из Африки деревьев. Такой же тип миграции, вероятно, имел место и у приматов, которые также появились в Южной Америке в эоцене, когда это был изолированный континент, задолго до Великого американского обмена. Все это до сих пор вызывает споры, и новые научные открытия по этому поводу регулярно публикуются.

## Филогения
Следующий список семейств основан на таксономии Marivaux et al. 2002 и Marivaux, Vianey-Liaud & Jaeger 2004, которые подвергли ряд ранних ископаемых грызунов скудному анализу и получили подтверждение гипотезы Hystricomorpha или Entodacrya. Их результаты сделали подотряд Sciuravida по определению McKenna & Bell 1997 полифилетическим и недействительным.
- Надсемейство Ctenodactyloidea
  - Ctenodactylidae — гундиевые или гребнепалые
  - † Tammquammyidae
  - Diatomyidae — лаосская скальная крыса и близкие вымершие виды
  - † Yuomyidae
  - † Chapattimyidae
- Hystricognathiformes
  - † Tsaganomyidae
  - Hystricognathi
    - † Baluchimyinae
    - Hystricidae — дикобразовые
    - Phiomorpha
      - † Myophiomyidae
      - † Diamantomyidae
      - † Phiomyidae
      - † Kenyamyidae
      - Petromuridae — скальнокрысиные
      - Thryonomyidae — тростниковокрысиные
      - Bathyergidae — землекоповые
      - † Bathyergoididae

    - Caviomorpha
      - Надсемейство Erethizontoidea
        - Erethizontidae — древеснодикобразовые

      - Надсемейство Cavioidea
        - † Cephalomyidae
        - Dasyproctidae — агутиевые
        - Cuniculidae — паковые
        - † Eocardiidae
        - Dinomyidae — пакарановые
        - Caviidae — свинковые
        - † Neoepiblemidae

      - Надсемейство Octodontoidea
        - Octodontidae — восьмизубовые
        - Ctenomyidae — тукотуковые
        - Echimyidae — щетинистые крысы
        - Myocastoridae — нутриевые
        - Capromyidae — хутиевые
        - † Heptaxodontidae

      - Надсемейство Chinchilloidea
        - Chinchillidae — шиншилловые
        - Abrocomidae — шиншиллокрысовые